# Monika Leová
Monika Leová (* 23. července 1991 Praha) je česká moderátorka, modelka a Blesk Česká Miss Earth pro rok 2013.

## Životopis

### Rodina
Monika Leová se narodila v Praze, ale od narození žila s matkou a prarodiči v malé vesničce Dvořisko, nedaleko města Choceň. Pochází z rasově smíšené rodiny, jelikož její matka Jana Leová (rozená Syrová) je Češka a otec Lê Đinh Châu je vietnamského původu. Když byla malá, tak se její rodiče rozvedli. Má sestru Lenku a bratra Čeňka. V červnu 2018 se provdala za Martina Košína. V říjnu 2020 oznámila, že je těhotná.

### Vzdělání
Na základní školu chodila do Chocně, kterou absolvovala v roce 2006. V letech 2006–2010 studovala na Obchodní akademii v Chocni. Od října 2010 studovala na Fakultě informatiky a statistiky Vysoké školy ekonomické bakalářský obor Statistické metody v ekonomii ve studijním programu Kvantitativní metody v ekonomice, který absolvovala v červnu 2014. Název téma bakalářské práce zněl: Prognóza obsazenosti školních zařízení Chocně do roku 2015 prostřednictvím časových řad. Ovládá anglický a ruský jazyk.

### Soutěže Miss
V roce 2012 se stala I. vicemiss Miss VŠE (vítězkou se stala Andrea Kolářová). V roce 2013 se zúčastnila soutěže krásy Česká Miss. Před Českou Miss se bála, že právě kvůli svému exotickému vzhledu nemá šanci uspět. Finálový galavečer se konal 23. března 2013 v Hudebním divadle Karlín a získala titul Blesk Česká Miss Earth. Toto vítězství ji nominovalo na mezinárodní soutěž krásy Miss Earth pro rok 2013.

### Moderátorská kariéra
Díky České Miss získala na televizní stanici Prima exkluzivní smlouvu. Od 12. srpna 2013 moderovala tam nově zaváděné Odpolední zprávy. Moderátorskou dvojici tvořila s Tomášem Drahoňovským.

### Osobní život
Vietnamsky trochu rozumí, ale vůbec nemluví. V éteru rádia Zet jako host pořadu Myšlení první ligy Jana Mühlfeita vyznala, že byla vždy exhibicionistka.

## Filmografie
Své první herecké příležitosti dostala Monika v seriálech V.I.P. vraždy (2016) a Ohnivý kuře (2018).